# Jan Villerius
Jan Villerius (Róterdam, 8 de febrero de 1939 - ibídem, 7 de mayo de 2013) fue un futbolista profesional holandés que jugó en la demarcación de centrocampista.

## Biografía
Jan Villerius debutó en 1959 con el Sparta Rotterdam a los 20 años de edad. Permaneció tres temporadas en las que consiguió ganar una Eredivisie y una copa de los Países Bajos. Tras su estancia en el equipo fue traspasado al ADO Den Haag, donde también consiguió una copa de los Países Bajos. En 1967 fue cedido al San Francisco Golden Gate Gales, volviendo al año siguiente al club holandés, donde finalizó su carrera futbolística al año siguiente.
Villerius también fue convocado por la selección de fútbol de los Países Bajos, fue el 14 de octubre de 1962, siendo la única vez en la que fue convocado con la selección. Dicho partido fue jugado contra la selección de fútbol de Bélgica en Amberes en el  Bosuilstadion a manos de Elek Schwartz, perdiendo por un resultado de 0-2. También fue convocado para jugar contra la selección de fútbol de Suiza aunque no llegó a jugar.
Falleció en Róterdam el 7 de mayo de 2013 a los 74 años de edad.

## Clubes
| Club                                     | País           | Año         |
| ---------------------------------------- | -------------- | ----------- |
| Sparta Rotterdam                         | Países Bajos   | 1958 - 1961 |
| ADO Den Haag                             | Países Bajos   | 1961 - 1967 |
| San Francisco Golden Gate Gales (cedido) | Estados Unidos | 1967        |
| ADO Den Haag                             | Países Bajos   | 1967 - 1968 |

## Palmarés
Sparta Rotterdam
- Copa de los Países Bajos: 1958
- Eredivisie: 1958/59

ADO Den Haag
- Copa de los Países Bajos: 1968